# Veronica czerniakowskiana
Veronica czerniakowskiana là một loài thực vật có hoa trong họ Mã đề. Loài này được Monjuschko miêu tả khoa học đầu tiên.